# 臭化シアン
臭化シアン（しゅうかシアン、英: cyanogen bromide）は、分子式 CNBr で表される無機化合物。臭素とシアンの擬ハロゲン化合物であり、生体高分子領域でペプチド合成などにおいて重要な役割を果たす。

## 構造、性質
一般にCNBrまたはBrCNの化学式で表される。炭素と窒素の間は三重結合、炭素と臭素の間は単結合となる。極性を持つが水中でイオン化されないため、極性有機溶媒と水の両方に溶ける。臭化シアンは、シアン化ナトリウムと臭素からジシアンを通じて2段階の合成により生成することができる。
{\displaystyle {\ce {{2NaCN}+ Br2 -> {C2N2}+ 2 NaBr}}}
{\displaystyle {\ce {{C2N2}+ Br2 -> 2 CNBr}}}
加水分解により、シアン化水素と次亜臭素酸を生じる。
{\displaystyle {\ce {{CNBr}+ H2O -> {HCN}+ HBrO}}}

## 生化学
臭化シアンは、たんぱく質の化学的切断に用いられる。たんぱく質のメチオニン残基のカルボキシ基のところでのみ鎖を切断し、メチオニンはホモセリンラクトンに変換される。

## 安全性
日本の毒物及び劇物取締法では毒物に該当し、ヒトが吸入した場合の最低中毒濃度（TCL0）は16ppm、ラットが吸入した場合の半数致死濃度（LC50）は350ppm。経口・吸入だけではなく皮膚からも吸収される。自体は不燃性であるが、加熱、加水および酸類との接触によりシアン化水素や臭化水素が生じることがある。